# San-Gavino-di-Tenda
San-Gavino-di-Tenda (korsisch San Gavinu di Nebbiu; italienisch San Gavino di Tenda) ist eine Gemeinde auf der französischen Mittelmeerinsel Korsika. Sie gehört zum Département Haute-Corse, zum Arrondissement Calvi und zum Kanton Biguglia-Nebbio.

## Geografie
San-Gavino-di-Tenda grenzt im Nordwesten an das Mittelmeer. Die Nachbargemeinden sind Santo-Pietro-di-Tenda im Norden, Piève im Nordosten und Osten, Sorio im Südosten und Süden, Lama im Südwesten sowie Urtaca und Palasca im Westen. Das Siedlungsgebiet liegt auf ungefähr 340 Metern über dem Meeresspiegel.

## Bevölkerungsentwicklung
| Jahr      | 1962 | 1968 | 1975 | 1982 | 1990 | 1999 | 2008 | 2017 |
| --------- | ---- | ---- | ---- | ---- | ---- | ---- | ---- | ---- |
| Einwohner | 140  | 97   | 86   | 70   | 47   | 56   | 53   | 66   |

## Sehenswürdigkeiten

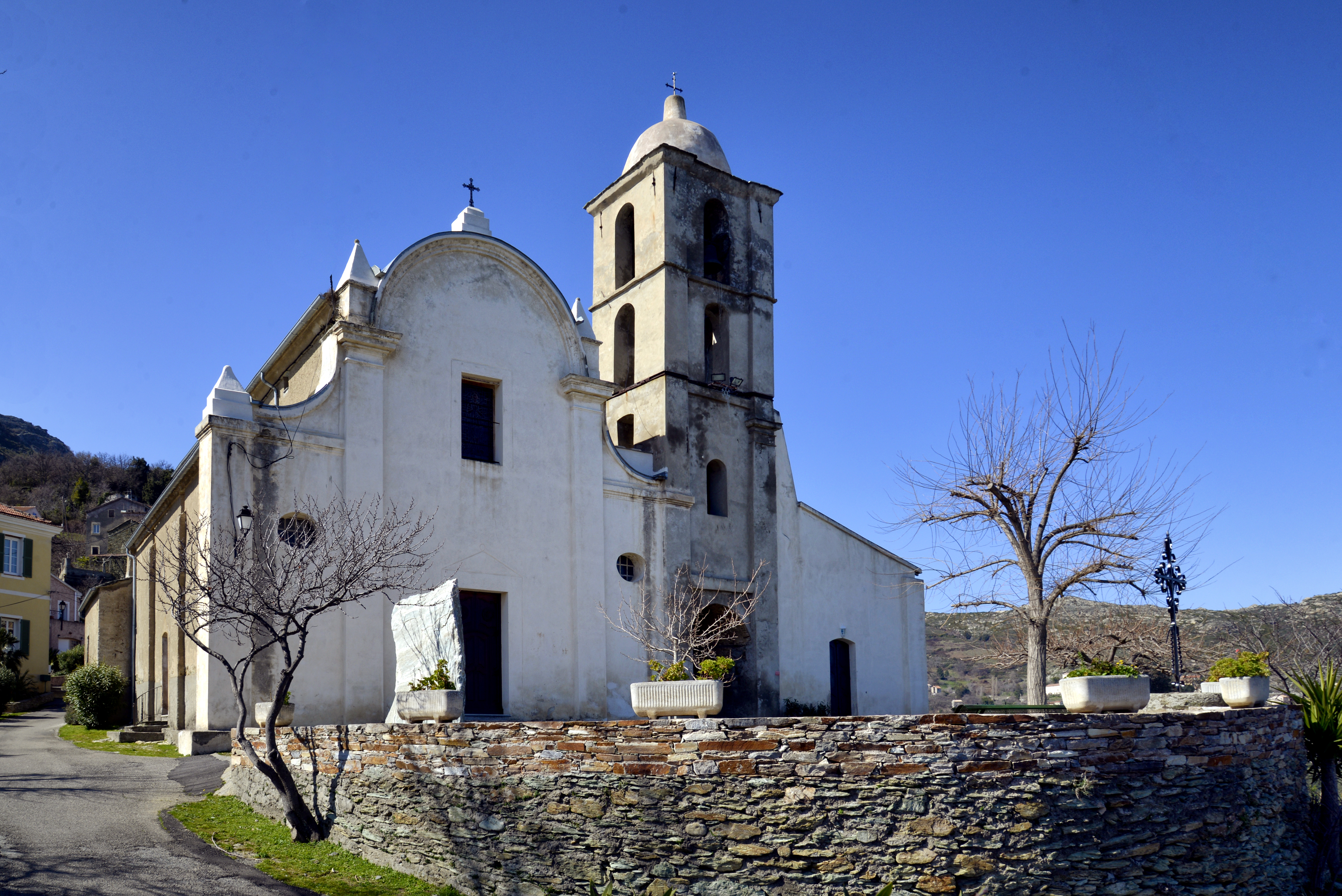
Kirche San Gavinu

- Genueserturm
- Kirche San Gavino
- Kapelle de l'Annunziata